# Prawa człowieka w Tadżykistanie
Prawa człowieka w Tadżykistanie opierają się na konstytucji uchwalonej w 1994 roku. Zgodnie z opiniami międzynarodowych organizacji, walczących o prawa człowieka i demokrację (m.in. Reporterzy bez granic, Amnesty International) Tadżykistan należy do grupy państw, w których prawa człowieka są łamane. Władze Tadżykistanu oskarża się m.in. o stosowanie tortur, znęcanie się nad więźniami, łamanie wolności słowa, naruszenia w sądownictwie, porywanie kobiet i dzieci, ograniczenie wolności religijnej, przemoc i dyskryminację kobiet.
Kara śmierci. Od kwietnia 2004 roku obowiązuje w Tadżykistanie moratorium na wykonywanie kary śmierci.

## Kontekst historyczny
Tadżykistan ogłosił niepodległość 9 września 1991 roku – wcześniej był częścią ZSRR. W latach 1992–1997 w Tadżykistanie toczyła się wojna domowa pomiędzy ugrupowaniami opozycyjnymi (w tym islamistycznymi) a władzami Tadżykistanu. Konflikt wygrała strona rządowa, która uzyskała przewagę dzięki pomocy wojskowej ze strony Rosji i Uzbekistanu. Porozumienie pokojowe podpisano w 1997 roku.
Od 1992 roku władzę w kraju sprawuje Emomali Rahmon (w latach 1992–1994 był Przewodniczącym Rady Najwyższej Tadżykistanu, tymczasową głową państwa, a od 16 listopada 1994 roku sprawuje urząd prezydenta). Rahmona oskarża się o łamanie praw człowieka i rządy autorytarne. 6 listopada 1994 roku Tadżykistan uchwalił konstytucję, która gwarantowała przestrzeganie praw człowieka. Konstytucję dwukrotnie zmieniano na drodze referendum: po raz pierwszy 26 września 1999 roku, a po raz drugi 22 czerwca 2003 roku. Nowelizacja konstytucji w 1999 roku pozwoliła na utworzenie nowego, dwuizbowego parlamentu (artykuł 48) oraz przedłużyła kadencję prezydencką z pięciu do siedmiu lat (artykuł 65).

### Raport Johna Kerry'ego z 2013 roku
19 kwietnia 2013 roku Sekretarz Stanu USA John Kerry przedstawił w Kongresie Stanów Zjednoczonych raport o sytuacji praw człowieka na świecie w 2012 roku. Według raportu Tadżykistan jest państwem autorytarnym, zdominowanym przez prezydenta Emomalego Rahmona i jego zwolenników. Według raportu konstytucja Tadżykistanu przewiduje wielopartyjny system polityczny. Według raportu najważniejszymi problemami praw człowieka w Tadżykistanie są: stosowanie tortur, znęcanie się nad więźniami przez siły bezpieczeństwa, ograniczanie wolności słowa, ograniczanie wolności religijnej, dyskryminacja i przemoc wobec kobiet. John Kerry wskazał także uwagę na: naruszenia w sądownictwie, trudne i zagrażające życiu warunki więzienne, zakaz międzynarodowego monitorowania dostępu do więzień, ograniczenia w edukacji religijnej, handel ludźmi (głównie kobietami do domów publicznych i dziećmi) oraz korupcja. Raport wskazał, że funkcjonariusze służb bezpieczeństwa i pracownicy państwowi działają bezkarnie, a liczba oskarżeń wobec urzędników państwowych o łamanie praw człowieka jest bardzo mała. Zauważono, że sędziowie i prokuratorzy zarabiają mało, przez co są bardziej podatni na korupcję.

## Sądownictwo
W Tadżykistanie dochodzi do naruszeń w sądownictwie. Sędziowie i prokuratorzy są podatni na korupcję. Od 2015 roku w wyniku zmian w ustawodawstwie oraz manipulacji politycznych pogorszył się los prawników. Prawnicy za wykonywanie obowiązków są represjonowani. Za sprawą ustawy regulującej wymogi licencyjne dla prawników (przyjętą w listopadzie 2015 roku) liczba prawników spadła z ponad 1200 do 600.

## Wolność słowa
W Tadżykistanie ograniczona jest wolność słowa. W rankingu wolności słowa przeprowadzonym przez organizację pozarządową Reporterzy bez Granic Tadżykistan zajął w 2016 roku 149. miejsce. Raport Sekretarza Stanu USA Johna Kerry’ego z 2013 roku mówi, że osoby naruszające ograniczenia są aresztowane lub poddawane karze grzywny. Po wyborach parlamentarnych w 2015 roku zaostrzono walkę z religią.

## Wolność religijna
Działalność grup religijnych jest ograniczana przez konieczność rejestracji związku wyznaniowego w Państwowym Komitecie do Spraw Religijnych. Władze państwowe chcą doprowadzić do zeświecczenia państwa.

### Chrześcijanie
W Tadżykistanie żyje ok. 66 tys. chrześcijan, którzy stanowią nieliczną mniejszość religijną. Kościoły protestanckie, które prowadzą ewangelizację są zwalczane, a ich członkowie doświadczają napaści, gróźb, aresztowań i kar finansowanych. W Światowym Indeksie Prześladowań 2020, stworzonym przez organizację Open Doors Tadżykistan zajął 33. miejsce.

### Islam
Od 2005 roku władze państwowe znacznie ograniczyły pielgrzymki muzułmanów do miejsc świętych. Na początku października 2007 roku w Duszanbe zburzono trzy czynne meczety, a kilkanaście innych zamknięto. Jak twierdzą władze z Wydziału Spraw Religijnych meczety nie zostały zarejestrowane w ministerstwie sprawiedliwości i psuły architekturę miasta. Jeden z meczetów zbudowano w 1992 roku, jeszcze przed wybuchem wojny domowej w Tadżykistanie, ze składek wiernych i bez przerwy był wykorzystywany przez wiernych. Przeprowadzana jest również stopniowa weryfikacja mułłów.

### Żydzi
Od wielu lat w Tadżykistanie dochodzi do częstych dyskryminacji ludności żydowskiej. Na początku lutego 2006 roku na polecenie władz państwowych zburzono jedyną czynną w Tadżykistanie synagogę oraz kilka innych budynków służących miejscowym Żydom. Po skandalu i wielu kontrowersjach na arenie międzynarodowej w zamian za zburzoną synagogę 20 marca 2006 roku władze miasta ofiarowały gminie żydowskiej nowy teren przy ulicy Nazyina Khikmeta 26 pod budowę nowego miejsca modlitwy, jednak na własny koszt. Gmina żydowska jednak nie jest w stanie wybudować nowej synagogi, ze względu na brak środków finansowych. Obecnie synagoga w Duszanbe mieści się w budynku ofiarowanym przez Hasana Assadullozodę – szefa Orienbanku i szwagra prezydenta Emomalego Rahmona.

## Tadżyccy uchodźcy
Zła sytuacja polityczna i gospodarcza kraju zmusza Tadżyków do ucieczki z kraju. Od 2015 roku coraz więcej Tadżyków próbuje dostać się do Polski. Wielu uchodźców z Tadżykistanu ucieka do Polski przez Białoruś. W 2014 roku 107 osób z tego kraju złożyło na granicy Polski wnioski o ochronę, w 2015 – 541, w I półroczu 2016 roku 656 osób. Część uchodźców trafia z powrotem do Białorusi, skąd na mocy porozumień dwustronnych z Tadżykistanem mogą być odesłani z powrotem. Uchodźcy, którzy wrócili do Tadżykistanu, są poddawani represjom.
W 2014 roku Tadżykistan nie wpuścił do swojego kraju około 10 tys. afgańskich uchodźców uciekających przed wojną.